# Pidhirți, Mîkolaiiv
Pidhirți (în ucraineană Підгірці) este un sat în comuna Stankivți din raionul Mîkolaiiv, regiunea Liov, Ucraina.

## Demografie
Componența lingvistică a localității Pidhirți
     Ucraineană (100%)
Conform recensământului din 2001, toată populația localității Pidhirți era vorbitoare de ucraineană (100%).